# Erythronium quinaultense
Erythronium quinaultense là một loài thực vật có hoa trong họ Liliaceae. Loài này được G.A.Allen mô tả khoa học đầu tiên năm 2001.